# Hutong

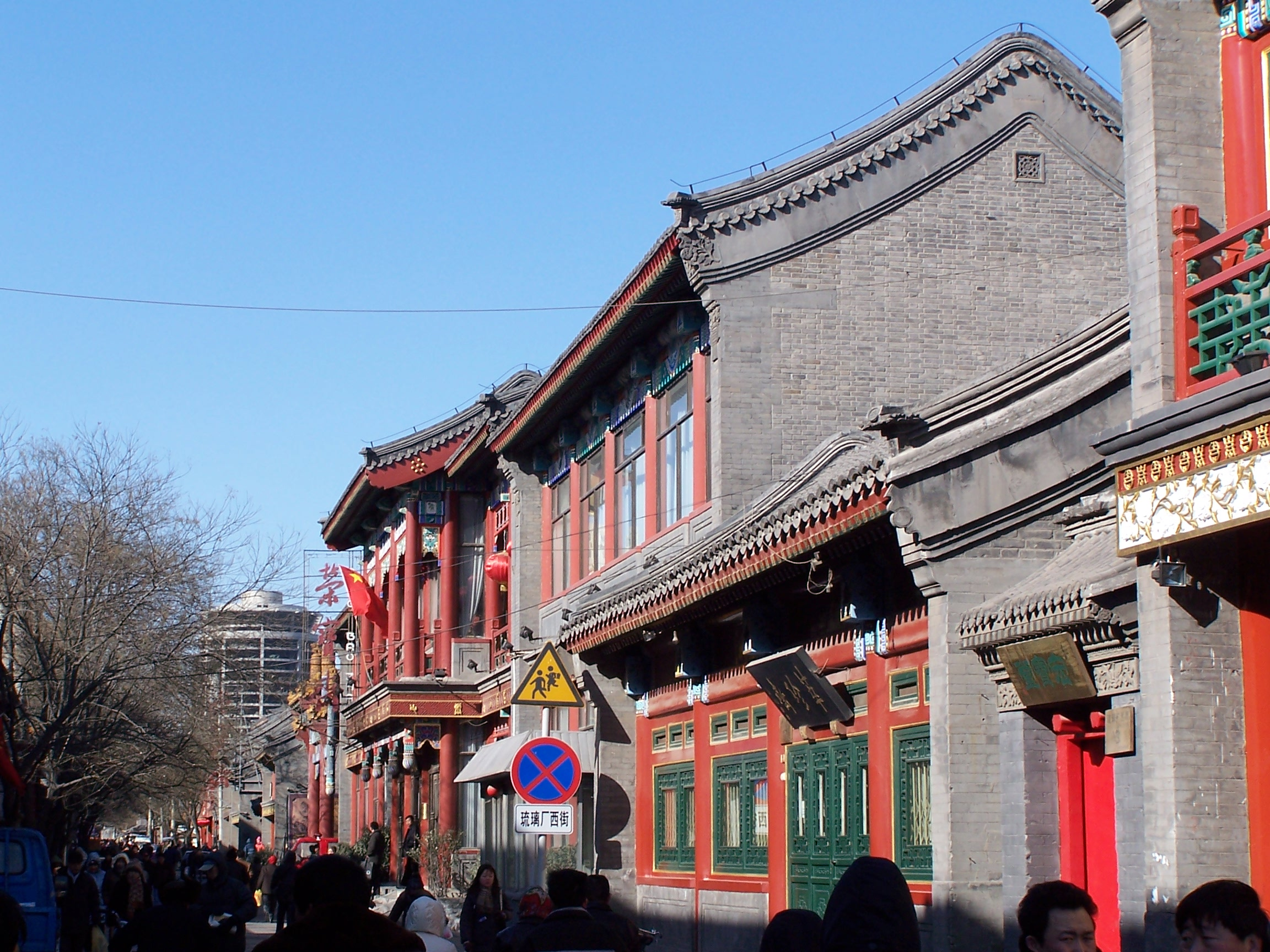
Tipico vicolo in un hutong di Pechino

Gli  hutong (in cinese 胡同, in pinyin hútong) sono strette strade o vicoli, solitamente associati alla città di Pechino.
A Pechino gli hutong sono vicoli formati da file di siheyuan, le tradizionali abitazioni a corte. Molti quartieri sono formati dall'unione di più siheyuan tra di loro, a formare un hutong, quindi dall'unione di più hutong. Per via di questa struttura spesso parlando di hutong ci si riferisce all'intero quartiere.
Dalla metà del XX secolo il numero di hutong a Pechino è calato drammaticamente, dal momento che sono stati demoliti per far spazio a nuovi edifici e a strade più ampie. Di recente alcuni hutong sono stati protetti per preservare questo aspetto della storia e della cultura cinese.

## Hutong storici

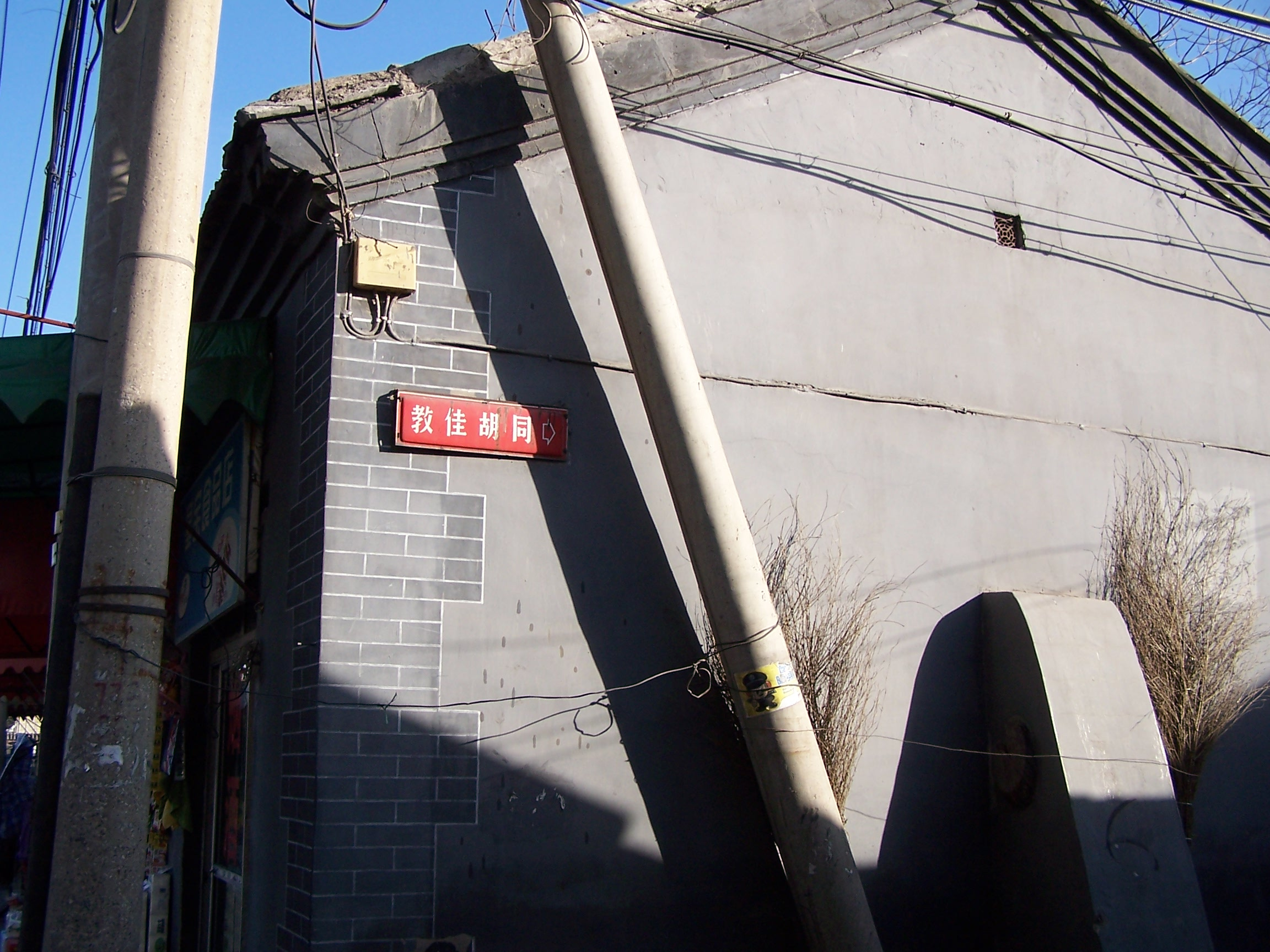

Durante il periodo dinastico, gli imperatori cinesi pianificarono lo sviluppo della città di Pechino e posizionarono le aree residenziali secondo l'etichetta stabilita dalla Dinastia Zhou (1027 - 256 a.C.). Al centro si trovava la Città proibita, circondata in cerchi concentrici dalla Città Interna e dalla Città Esterna. Ai cittadini di più alto ceto sociale era permesso vivere più vicino al centro dei cerchi.
Gli aristocratici vivevano ad est e a ovest del palazzo imperiale, in eleganti siheyuan, decorate e spaziose, spesso circondate da cortili e giardini, che delimitavano hutong ariosi ed ordinati. Più lontano dal palazzo, a nord e a sud, si trovavano le persone comuni, artigiani e mercanti. Le loro siheyuan erano più piccole, più spoglie e servite da hutong di ridotte dimensioni.
Essendo quasi tutte le siheyuan orientate da nord a sud, per garantire una maggiore illuminazione, ne seguiva che gli hutong corressero principalmente da est a ovest, intervallati da piccoli passaggi che andavano da nord a sud per garantire i collegamenti.
Storicamente, l'hutong era anche il più basso livello della suddivisione amministrativa delle città cinesi, nel sistema paifang (牌坊).

## Gli hutong nell'era moderna
All'inizio del XX secolo, con la caduta della dinastia Qing e il crollo dell'impero cinese, anche il tradizionale sviluppo degli hutong venne meno e alla precedente struttura ordinata e rigorosa iniziò ad aggiungersene una completamente casuale e disordinata. Sparì anche la stratificazione sociale, mostrando il collasso del sistema feudale.
Durante il periodo successivo alla rivoluzione, la società era instabile, divisa da guerre civili e invasioni di popoli stranieri. Pechino entrò in una fase di declino, durante la quale le condizioni degli hutong degenerarono: più famiglie vivevano nella medesima abitazione e venivano effettuate aggiunte alle stesse senza criterio, con tutti i materiali a disposizione. Nel 1949 gli hutong raggiunsero la cifra record di 1330, rispetto ai 978 registrati alla fine della dinastia Qing.

## Declino degli hutong
Dopo la fondazione della Repubblica popolare cinese, nel 1949, la maggior parte dei vecchi hutong scomparve, rimpiazzata dalle ampie strade della Pechino odierna. Nel distretto di Xicheng, ad esempio, circa 200 hutong degli 820 presenti nel 1949 sono stati demoliti.
Tuttavia, molti degli antichi hutong sopravvivono, e un certo numero sono stati dichiarati protetti. 
In particolare, a Pechino, gli hutong vicino a Gulou e Shichahai Lake sono decisamente ben conservati.

## Curiosità
Nel punto più stretto il Qianshi Hutong, vicino a Qianmen, è largo solamente 40 centimetri.